# Мариян Димитров
Мариян Димитров е състезател по кану-каяк.

## Биография
Завършил е спортно училище в родния си град Кърджали. В периода от 1995 до 2003 г. е състезател по каяк на „Арда“ (Кърджали) и националния отбор на България.
След световното първенство в Атланта през 2003 г. остава като емигрант в САЩ.
Живее в Чикаго. Тренира на Чикаго ривер. Член е на клуба на Линкълн парк – LPBC (Lincoln Park Boat Club).
Предстои му квалификация за Националния отбор на САЩ през май 2007 г. в Сан Диего, а през юли Световно първенство в Дуйсбург (Германия), което е квалификация за олимпийските игри в Китай през 2008 г.

## Постижения
- Световно първенство, Познан (Полша) 2001 – 7-о място K4 1000 m
- Световно първенство, Севиля (Испания) 2002 -11-о място K2 1000 m
- Олимпийски игри, Сидни (Австралия) 2000 – 16-о място K2 1000 m
- Европейско първенство, Szeged (Унгария) 2002 – 9-о място K2 1000 m
- Световна купа, Познан (Полша) 2003 – 3-то място K2 200 m, 4-то място K2 500 m, 4-то място K2 1000 m
- Балканиада, Пловдив (България) 2002 – 1-во място K2 1000 m, 2-ро място K2 500 m
- Българско първенство, 1-во място – 1998, 1999, 2001, 2002, 2003
- National Championship, Атланта (Georgia) 2006 – 3-то място K1 200 m